# 布拉尔 (洛特省)
布拉尔（法語：Blars）是法国洛特省的一个市镇，属于卡奥尔区（Cahors）洛泽县（Lauzès）。该市镇总面积25.68平方公里，2009年时的人口数为124人。

## 人口
布拉尔人口变化图示